# Homidiana briseis
Homidiana briseis är en fjärilsart som beskrevs av John Obadiah Westwood 1879. Homidiana briseis ingår i släktet Homidiana och familjen Sematuridae. Inga underarter finns listade i Catalogue of Life.